# Perriers-sur-Andelle
Perriers-sur-Andelle är en kommun i departementet Eure i regionen Normandie i norra Frankrike. Kommunen ligger i kantonen Fleury-sur-Andelle som tillhör arrondissementet Les Andelys. År 2022 hade Perriers-sur-Andelle 1 791 invånare.

## Befolkningsutveckling
Antalet invånare i kommunen Perriers-sur-Andelle
Referens:INSEE